# Comissão verificadora dos poderes
A Comissão de Verificação de Poderes, ou Comissão dos Cinco, CVP, foi criada no período do Império do Brasil; a adoção de tal modelo foi indicada pela Assembleia Constituinte do Brasil de 1823. Tal procedimento ganhou maior importância política já durante o período da República Velha, principalmente a partir de 1899, com as modificações promovidas pelo presidente Campos Sales no Regimento Interno da Câmara dos Deputados do Brasil às vésperas das eleições marcadas para o ano seguinte. A Comissão de Verificação de Poderes serviu como ponto de sustentação do sistema federativo até 1930.
A comissão verificadora dos poderes foi um instrumento importante que o governo brasileiro usou na época da República das oligarquias, para reforçar a Política dos Governadores. Seu objetivo era reconhecer a legitimidade dos deputados eleitos em cada estado e excluir os que eram do grupo político da oposição. O chefe dessa comissão era, normalmente, uma pessoa de confiança do presidente da República.
Se um candidato de outro partido fosse eleito para o congresso, um grupo de membros da câmara dos deputados o acusava de fraude eleitoral, e não lhe entregava o diploma. O candidato da oposição sofria a chamada "degola", um ato injusto e desonesto.
Acabou após a Revolução de 1930, quando Getúlio Vargas assumiu a presidência da República, acabando com a oligarquia do "café com leite", a qual o havia derrotado nas eleições daquele ano com o candidato Júlio Prestes.